# 895 (číslo)
Osm set devadesát pět je přirozené číslo. Římskými číslicemi se zapisuje DCCCXCV a řeckými číslicemi ωϟεʹ. Následuje po čísle osm set devadesát čtyři a předchází číslu osm set devadesát šest.

## Matematika
895 je:
- Deficientní číslo
- Složené číslo
- Poloprvočíslo
- Nešťastné číslo

## Astronomie
- (895) Helio je planetka hlavního pásu, kterou v roce 1918 objevil Max Wolf
- NGC 895 je galaxie v souhvězdí Velryby

## Roky
- 895
- 895 př. n. l.